# Anne-Christine Lang
Pour les articles homonymes, voir Lang.
Anne-Christine Lang, née le 10 août 1961 à Mont-de-Marsan (Landes), est une femme politique française.
Lors de la formation du gouvernement Valls en 2014, elle devient députée en remplacement de Jean-Marie Le Guen dont elle est la suppléante.
En juin 2017, elle est élue dans la dixième circonscription de Paris avec l'investiture de La République en marche. Candidate à un second mandat, elle est battue par Rodrigo Arenas en juin 2022. Elle s'éloigne de la vie politique et reprend son poste de fonctionnaire au sein de l’éducation nationale.
Elle est condamnée pour détournement de fonds publics en 2023.

## Formation et parcours professionnel
Anne-Christine Lang s'intéresse à la politique à partir des années 1970, au moment de l'élection présidentielle de 1974 et de la loi Veil sur l’avortement, en janvier 1975. Elle s'engage dans des associations pour les droits des femmes et suit des études à l'université de la Sorbonne et en Angleterre pour devenir professeur d’anglais. Elle enseigne pendant quinze ans dans différents collèges et lycées essentiellement parisiens.
Spécialiste des questions relatives à l'éducation et à la petite enfance, elle intègre le cabinet de Claude Allègre, le ministre de l'Éducation nationale, de l'Enseignement supérieur et de la Recherche. Ensuite, elle intègre le conseil régional d'Île-de-France, en tant que cadre territoriale chargée des politiques éducatives régionales jusqu'au 10 mai 2014, date à laquelle elle devient députée.

## Parcours politique

### Au Conseil de Paris
Élue conseillère d'arrondissement d’opposition en 1995 dans le 13e arrondissement de Paris, Anne-Christine Lang est élue, le 18 mars 2001 au Conseil de Paris dans le 13e arrondissement où elle a la charge du secteur de la petite-enfance auprès de Serge Blisko, maire du 13e puis de Jérôme Coumet. Première adjointe à la mairie du 13e arrondissement en 2008, elle est réélue conseillère de Paris le 16 mars 2008 et le 30 mars 2014. Elle est rapporteure de la mission d’information et d’évaluation sur l’engagement de la ville de Paris auprès des familles en matière d’accueil des enfants de moins de trois ans.
Elle crée en septembre 2011 un site internet nommé « les tribus du 13 », qui met en relation les familles et les étudiants du 13e arrondissement de Paris en recherche de baby-sitting. L'initiative ayant été concluante, elle est étendue à l'ensemble des arrondissements par la ville de Paris.
Au lendemain des élections présidentielles et législatives de 2017, elle crée avec d’autres conseillers de Paris le groupe « Démocrates et progressistes », en soutien à l’action du président de la République.

### Députée PS (2014-2017)
Suppléante de Jean-Marie Le Guen dans la neuvième circonscription de Paris, elle devient députée lorsque celui-ci est nommé secrétaire d'État au sein du gouvernement Valls.
Le 8 mars 2015, elle rédige une tribune dans Le Nouvel Observateur appelant les femmes à s'affirmer en politique. Elle est membre du Pôle des réformateurs et soutient la politique gouvernementale sous le quinquennat de François Hollande.
Elle a été membre de la Commission des affaires culturelles et de l'éducation et rapporteure pour avis du budget Enseignement supérieur pour le projet de loi de finances 2016. Elle a fait partie de la mission d'information relative à la formation des enseignants.
Dans le cadre de l'expérimentation « Territoires zéro chômeur de longue durée », elle propose la candidature du 13e arrondissement pour être un des dix territoires pilotes.

### Députée LREM (2017-2022)
Elle rejoint En marche au printemps 2016 et soutient Emmanuel Macron pour l'élection présidentielle de 2017. Entre les deux tours de l'élection présidentielle, elle quitte le PS. Elle reçoit l'investiture de La République en marche dans la dixième circonscription de Paris pour les élections législatives. Elle fait partie des rares députés PS officiellement investis par LREM.
En juin 2017, elle est élue députée dans la dixième circonscription de Paris, avec 60,11 % des voix.
Travaux parlementaires
En décembre 2018 elle est nommée co-rapporteure du projet de loi « École de la confiance » porté par Jean-Michel Blanquer, instaurant entre autres l'instruction obligatoire dès 3 ans, l'obligation de formation jusqu'à 18 ans ou encore un grand service de l'école inclusive.
Elle est également membre de la Commission spéciale chargée d'examiner le projet de loi bioéthique, permettant notamment aux couples de femmes et femmes seules d'avoir recours à la procréation médicalement assistée (PMA). Elle se dit par ailleurs favorable au diagnostic préimplantatoire des aneuploïdies (DPI-A).
En juin 2018, elle déclare au sujet du bateau humanitaire de l'Aquarius, qui cherchait un port d'accueil : « face à l'urgence et à la détresse absolue, la France se serait honorée à faire une exception et à accueillir les passagers de l'Aquarius ».
En février 2019, elle s'oppose, avec une trentaine de députés, à l'amendement d'Éric Ciotti, soutenu par Jean-Michel Blanquer, visant à interdire le port du voile aux accompagnatrices scolaires. Selon Mediapart, « elle porte une vision de la laïcité très proche de celle de Jean-Michel Blanquer » ; elle estime que « dans l'absolu, il ne serait pas absurde que les enfants en sortie scolaire soient accompagnés par des personnes sans signe religieux ».
Proche de Cédric Villani, elle est sa porte-parole pour les élections municipales de 2020 à Paris,,. Elle appelle notamment à un référendum sur les rythmes scolaires.
En mai 2020, elle participe avec d'autres députés La République en marche à la création d'« En commun », une association souhaitant contribuer au renforcement de la politique menée dans le « domaine des solidarités, de l'écologie, de la cohésion nationale et du renouveau des pratiques démocratiques. ».
Le 17 septembre 2020, dans le cadre de la Commission d'enquête pour mesurer et prévenir les effets de la crise du Covid-19 sur les enfants et la jeunesse, les députés reçoivent les syndicats étudiants pour discuter de ces questions. Dans la salle, l'une des syndicalistes porte un hijab, ce qui est légal dans le cadre du règlement de l'Assemblée nationale. Les députés LR décident de quitter la salle et la députée LREM Anne-Christine Lang quitte la salle à leur côté alors que la présidente de la commission Sandrine Mörch, députée LREM aussi, rappelle qu'« aucune règle n'interdit le port de signes religieux dans le cadre des travaux [parlementaires] pour les personnes auditionnées ».
Elle est à nouveau investie pour les élections législatives françaises de 2022 par la majorité présidentielle dans la dixième circonscription de Paris. Elle est battue par Rodrigo Arenas.

## Affaire judiciaire

### Détournement de son indemnité parlementaire
Le Monde pointe des utilisations des ressources parlementaires pour des soins et des dépenses personnelles en vacances lors de son précédent mandat de février à septembre 2016. En janvier 2019, elle est sommée de rembourser des dépenses faites illégalement sur son enveloppe parlementaire lors de son précédent mandat de février à septembre 2016, soit près de 45 000 euros,.
D'après une enquête de France Info, l'élue utilisa a de multiples reprises sa carte bleue de députée pour des achats dans « des supermarchés, des magasins de jouets ou de puériculture » ou encore afin de payer « des péages d'autoroute sur la route des vacances ». Le Monde pointe également des utilisations des ressources parlementaires pour des soins et des dépenses personnelles en vacances.
Le Monde décrit ses montages financiers pour minorer son impôt ; en 2015, elle a reçu 1 300 euros de crédit d’impôt alors qu’elle gagnait 50 000 euros la même année.

### Condamnation
À l'issue d'une comparution sur reconnaissance préalable de culpabilité, elle est condamnée en mai 2023 à 60 000 euros d'amende et trois ans d'inéligibilité. Elle obtient cependant une dispense d'inscription de sa condamnation au casier judiciaire. Si le montant retenu au départ des sommes détournées dépassait les 100 000 euros, le PNF a décidé de ne pas tenir compte des sommes dépensées avant le 3 mars 2015, date à laquelle les règles d’utilisation de l’IRFM ont été clarifiées par l’Assemblée nationale.